# Trachinus collignoni
Trachinus collignoni es una especie de peces de la familia Trachinidae en el orden de los Perciformes.

## Morfología
• Los machos pueden llegar alcanzar los 15 cm de longitud total.

## Distribución geográfica
Se encuentra en las  costas  tropicales del África Occidental.